# Radu Jude
Radu Jude (Bucarest, 28 de marzo de 1977) es un director de cine y guionista rumano. 

## Biografía
En 2003, Jude se graduó en la Universidad de Medios de comunicación de Bucarest –Departamento de Dirección de Películas. Trabajó como ayudante de director para largometrajes como Amén, dirigido por Costa-Gavras y Moartea domnului Lazarescu, dirigido por Cristi Puiu. Ha dirigido varios cortometrajes, entre ellos Corp la corp (2003), Marea Neagră (2004), Lampa cu căciulă (2006) – el cortometraje rumano mejor galardonado de todos los tiempos, ganador de premios en Sundance, San Francisco, Los Ángeles, Grimstad, Hamburgo, Bilbao, Huesca, Trieste, Montpellier, Cottbus, Aspen, IndieLisboa, Bruselas, Mediawave, Kraków, Almería, Valencia, Upsala y seleccionado, entre otros, en Toronto, Telluride, New Directors/New Films Festival, Tampere, Róterdam, Dimineațun (2007), Alexandra (2007) – seleccionado en alrededor de 30 festivales, incluyendo Clermont-Ferrand, San Francisco, Cottbus o Oberhausen (dónde  gane el Grand Prix). Jude también ha dirigido alrededor de 100 comerciales.
Cea mai fericită fată Alboroto lume representa su próximo debut . Antes de su lanzamiento teatral teatral en Rumanía, Cea mai fericită fată alboroto lume ganó el CICAE Premio en el Berlin International Film Festival, el FIPRESCI Award( Federación Internacional de Críticos de Película ) en el Sofia International Film Festival, el Premio para Mejor Guion en  Bucharest International Film Festival  y FIPRESCI Award en IndieLisboa. La película fue seleccionada en Programa de ÁCIDO en 2009 Cannes Festival de cine.
En 2011,  dirigió y produjo la Película independiente pentru prieteni. Su largometraje Toată lumea din familia noastră (2012) estrenada en el Berlinale Foro y recibió el Heart of Sarajevo Award y el Bayard d'Or en Namur, entre otros premios.
Jude's Aferim! ganó el  Silver Berlin Bear por Mejor Director en el 2015 en el  Berlin Film Festival. La película también fue nominada en el Tribeca Film Festival, Mill Valley Film Festival, Hong Kong International Film Festival, AFI Fest, London Film Festival o Berlin International Film Festival. La película fue seleccionada como la entrada oficial rumana para el Best Foreign Language Film en el 88th Academy Awards encabezando la corta lista pero al final no consiguió la nominación.
Jude regreso en Berlín Festival de cine Internacional en 2020 con su nueva película 'Uppercase Print', la historia de Mugur Calinescu, un adolescente rumano que escribió mensajes a través de grafiti en forma de protesta contra el régimen comunista del dictador Nicolae Ceausescu y fue posteriormente arrestado, interrogado, y finalmente abatido por la policía secreta. La película será proyectada en la sección de Foro del Berlinale como premier mundial. 
Jude tendrá una presencia doble en el Berlin International Film Festival2020 donde presentará presenta también su película documental 'Iesirea trenurilor alboroto gara', codirigido con Adrian Cioflanca.

## Filmografía

### Director
- No esperes demasiado del fin del mundo (2023)
- Babardeală cu bucluc sau porno balamuc (2021)
- Uppercase Print (2020)
- Iesirea trenurilor din gara (2020)
- I Do Not Care If We Go Down in History as Barbarians (2018)
- Țara moartă (La Nación Muerta) (documental, 2017)
- Scarred  Hearts (2016)
- Aferim! (2015)
- Trece și prin perete (Corto, 2014)
- O umbră de Ni (corto, 2013)
- Toată lumea din familia noastră (2012)
- Película pentru prieteni (2011)
- Cea mai fericită fată Alboroto lume (2009)
- DimineațUn (corto, 2007)
- Alexandra (corto, 2006)
- Lampa cu căciulă (Corto, 2006)
- În familie (Serie de televisión, 2002)

### Escritor
- Scarred Hearts (guion, basado en la novela de Max Blecher, 2016)
- Aferim! (guion, 2015)
- Trece și prin perete (escritor, 2014)
- Toată lumea din familia noastră (guion, 2012)
- Film pentru prieteni (escritor, 2011)
- My Tired Father (coescritor, 2011)
- Stanka se pribira vkashti (2010)
- Cea mai fericită fată din lume (2009)
- Dimineața (short, 2007)
- Alexandra (short, 2006)

### Ayudante de director
- Moartea domnului Lăzărescu (2005)
- Furia (2002)
- Amén. (2002)

### Productor
- Trece și prin perete (2014)
- Película pentru prieteni (2011)
- Alexandra (2006)

## Premios y nominaciones
| Año  | Título                                 | Premio                                            | Categoría            | Resultado | Ref.  |
| ---- | -------------------------------------- | ------------------------------------------------- | -------------------- | --------- | ----- |
| 2024 | No esperes demasiado del fin del mundo | Premios de la Sociedad Internacional de Cinéfilos | Mejor director       | Nominado  | [ 9 ] |
| 2024 | No esperes demasiado del fin del mundo | Premios de la Sociedad Internacional de Cinéfilos | Mejor guion original | Nominado  | [ 9 ] |